# 3 Hores de Motocròs de Martorelles
Les 3 Hores de Motocròs de Martorelles foren una cursa de Resistència Tot Terreny que es disputà anualment al Circuit Can Puig-Les Llicorelles de Martorelles, Vallès Oriental, entre el 1971 i una data no determinada de la dècada del 1970 (la darrera edició que se n'ha pogut documentar és la de 1973, però podria haver-n'hi hagut d'altres).
Organitzada pel Moto Club Cadena de Martorelles, la prova era oberta a equips de dos corredors de categoria Júnior que s'havien d'alternar en la conducció de la motocicleta.

## III 3 Hores de Motocròs de Martorelles - 1973
La tercera edició, celebrada el diumenge 9 de setembre de 1973, començà a les 11 del matí i durà fins a les dues de la vesprada.
Classificació final
Font:
250 cc
| Posició | Equip        | Equip             | Equip       | Voltes |
| Posició | Pilot 1      | Pilot 2           | Motocicleta | Voltes |
| ------- | ------------ | ----------------- | ----------- | ------ |
| 1       | Luis Sánchez | José Luis Mendoza | OSSA?       | 109    |
| 2       | Camprubí     | Almeda            | ?           | 106    |
| 3       | Fernández    | Girona            | ?           | 103    |
| 4       | J. Molina    | R. Molina         | ?           | 102    |
| 5       | Burguí       | Ruiz              | ?           | 102    |

125 cc
| Posició | Equip    | Equip   | Equip       | Voltes |
| Posició | Pilot 1  | Pilot 2 | Motocicleta | Voltes |
| ------- | -------- | ------- | ----------- | ------ |
| 1       | Yglesias | Barbany | ?           | 79     |
| 2       | Molist   | Milà    | ?           | 60     |
| 3       | Truyols  | Sánchez | ?           | 53     |